# سونيت 13
السونيت 13 هي واحدة من مجموعة السونيتات الـ154 التي كتبها الكاتب المسرحي والشاعر الإنجليزي وليم شكسبير. تُعد هذه السونيته ضمن سلسلة «الشاب الجميل» وضمن «سوناتات الإنجاب».
في هذه السونيته، يعبر المتحدث عن إعجابه وحبه لجمال الشباب، لكنه يحذر هذا الشاب من فقدان هذا الجمال إن لم يجدده من خلال إنجاب نسل. تتناول السونيته مسألة الحفاظ على الهوية الذاتية وواجب المرء نحو تراثه. نبرة المتحدث تتسم بالحميمية، وتعبر عن العاطفة تجاه الشباب التي تميز السونيتات الأولى.

## التلخيص
تبدأ السونيته بتعبير المتحدث عن الأسى تجاه الشباب بعبارة «آه، لو أنك تبقى للأبد كما أنت الآن!»، حيث يأسف المتحدث لأن الشباب ليس دائماً ومستمراً، وعبارة «أنت الآن» تشير إلى روح هذا الشاب، بعد ذلك، يخاطب المتحدث الشاب بعبارة «الحبيب»؛ مما يعزز طابع المحبة والاحترام نحو الشباب. ثم يخبر المتحدث الشاب قائلاً: «إنك لا تملك نفسك إلا بمقدار حياتك في هذه الدنيا»، إذ أن هوية الشاب تتلاشى مع مرور العمر، وكأنه يفقد جوهره تدريجياً. وفي سطور مثل «عليك أن تُعِد نفسك لتواجه هذه النهاية المقبلة / وتخلع شكلك العذب على إنسان آخر»، يذكر المتحدث الشاب بأن حياته تنقضي يومًا بعد يوم، وإذا لم يتزوج وينجب أطفالًا، فسيفقد هويته بموته.
يشير المتحدث إلى أن جمال الشاب الحالي مؤقت وقد يختفي، إلا إذا أنجب أطفالاً يحملون هذا الجمال بعد رحيله. باستخدام تعابير مثل «يا من يترك بيتًا جميلاً ليتهدم»، يشبه المتحدث الشاب بالبيت الذي يمثّل جسده ونسبه الجميل. ثم يقول: «بينما الحياة الزوجية الشريفة يمكنها الحفاظ عليه / ضد الثورات العاصفة في أيام الشتاء والغضب المجدب وبرودة الموت الأبدي؟». تشير هذه السطور إلى أن الزواج والأبوة قد يحافظان على شباب الشاب أمام قسوة الزمن.
في الختام، يعيد المتحدث عبارات الأسى ويقول: «ألا شيء سوى التبديد والضياع أيها الحبيب الغالي / لقد كان لك أب، فليكن لك ابن يناديك بالمثل». هنا يفرق المتحدث بين الشاب الذي يعشقه والأشخاص الذين يعتبرهم حمقى أو غير مقدرين، مشيرًا إلى أن فقط الحمقى من يتجاهلون إرثهم ويتنكرون لرغبة آبائهم في استمرار السلالة.

## السياق
تعد السونيته 13 جزءًا من «سونيتات الإنجاب» لشكسبير. سونيتات 1-17 تمثل مقدمة لحبكة المجموعة الكاملة من السونيتات. كل واحدة من هذه السونيتات السبعة عشر تحاول إقناع الشاب بالزواج وإنجاب أطفال للحفاظ على إرثه وجماله. في السونيته 13، يظهر حب الشاعر الذي لا يفنى للشاب كدافع لتشجيعه على الزواج وتخليد جماله بإنجاب أبناء.
يُعتقد أن مجموعة السونيتات كُتبت خلال فترة زمنية غير معروفة بدأت قبل عام 1598، واستمرت بشكل متقطع حتى 1609، حين نُشرت المجموعة لأول مرة. وقد أهديت المجموعة إلى «السيد دبليو إتش»؛ مما أثار الكثير من التكهنات حول هوية هذا الشخص، إذ يُعتقد أنه قد تكون وليام هاثاوي أو أخوه. زوجة شكسبير آن هاثاواي، وهناك احتمال آخر هو أن دبليو إتش قد يشير إلى شقيق آن، ويليام هاثاواي. الأحرف الأولى تطابق الإهداء.
في السونيت 104، يُلمح إلى أن الشاب كان معروفاً لدى الشاعر لثلاث سنوات على الأقل، مما يقترح أن هذا الشاب قد يكون إيرل بيمبروك الثالث وليم هربرت.

## البنية
تتبع السونيت 13 نفس صيغة السونيتات الشكسبيرية. تتكون من أربعة عشر سطراً بوزن خمس تفعيلات يامبية وتتميز بمخطط قافية على النمط ABAB CDCD EFEF GG. يتمثل التحول في الخطاب بعد السطر الثامن، حيث ينتقل المتحدث من الحديث عن فقدان هوية الشاب مع تقدم العمر إلى التطرق إلى مسألة الحفاظ على الجمال من خلال النسل.

## التحليل
في سونيته 13، للمرة الأولى يستخدم شكسبير لفظة "you" بدلاً من "thou" المعتادة؛ مما يعكس درجة أعلى من الرسمية. هذا التحول في الأسلوب قد يكون إشارة إلى فقدان محتمل.
يطرح الحب الذي يعبر عنه شكسبير تجاه الشاب تناقضات في السونيته 13. فمن جهة، يبدو رؤية شكسبير للشاب كعاشق، ومن جهة أخرى، يبدو الشاب كرمز للحب نفسه، أي كتجسيد. في السطر الأول يُشار إليه كـ«حبي» وفي السطر الأخير كـ«حبي الغالي». تشير هذه الكلمات إلى علاقة حميمة وربما رومانسية بين الاثنين. لكن في السطر الأخير، حين يقول الشاعر «لقد كان لك أب، فليكن لك ابن يناديك بالمثل»، تظهر لمحة من حب أبوي.

## قراءة إضافية
"*Ingram, W.G., and Theodore Redpath, eds. Shakespeare's Sonnets. New York: Holmes & Meier, 1978. Print."
الطبعة الأولى؛
- شكسبير, وليم (1609). Shake-speares Sonnets: Never Before Imprinted [سونيتات شيكسبير: لم تُطبع من قبل] (بالإنجليزية). لندن: Thomas Thorpe. Retrieved 2020-04-15.
- شكسبير, وليم (1905). Lee, Sidney (ed.). Shakespeares Sonnets: Being a reproduction in facsimile of the first edition [سونيتات شيكسبير: نسخة طبق الأصل من الطبعة الأولى] (بالإنجليزية). أكسفورد: دار نشر جامعة أكسفورد. OCLC:458829162. Retrieved 2020-04-15.

طبعات مختلفة؛
- شكسبير, وليم (1916). Alden, Raymond Macdonald (ed.). The Sonnets of Shakespeare [سونيتات شيكسبير] (بالإنجليزية). بوسطن: Houghton Mifflin Company. OCLC:234756. Retrieved 2020-04-15.
- شكسبير، وليم (1944). Rollins، Hyder Edward (المحرر). A New Variorum Edition of Shakespeare: The Sonnets [2 Volumes] [طبعة فاريورم الجديدة من سونيتات شيكسبير [مجلدان]]. فيلادلفيا: ليبينكوت  [لغات أخرى]‏. OCLC:6028485.{{استشهاد بكتاب}}:  صيانة الاستشهاد: علامات ترقيم زائدة (link)

الطبعات النقدية الحديثة؛
- شكسبير، وليم (2007). Atkins، Carl D. (المحرر). Shakespeare's Sonnets: With Three Hundred Years of Commentary [سونيتات شيكسبير: مع ثلاثة قرون من التعليقات]. ماديسون: Fairleigh Dickinson University Press. ISBN:978-0-8386-4163-7. OCLC:86090499.
- شكسبير، وليم (2000) [الطبعة الأولى 1977]. Booth، Stephen (المحرر). Shakespeare's Sonnets [سونيتات شيكسبير] (ط. منقحة). نيو هافن: Yale Nota Bene. ISBN:0-300-01959-9. OCLC:2968040.
- شكسبير، وليم (2002). Burrow، Colin (المحرر). The Complete Sonnets and Poems [السونيتات والقصائد الكاملة]. The Oxford Shakespeare. أكسفورد: دار نشر جامعة أكسفورد. ISBN:978-0192819338. OCLC:48532938.
- شكسبير، وليم (2010) [الطبعة الأولى 1997]. Duncan-Jones، Katherine (المحرر). Shakespeare's Sonnets [سونيتات شيكسبير]. The Arden Shakespeare, السلسلة الثالثة (ط. منقحة). لندن: دار بلومزبري. ISBN:978-1-4080-1797-5. OCLC:755065951.
- شكسبير، وليم (1996). Evans، G. Blakemore (المحرر). The Sonnets [سونيتات شيكسبير]. The New Cambridge Shakespeare. كامبريدج: مطبعة جامعة كامبريدج. ISBN:978-0521294034. OCLC:32272082.
- شكسبير، وليم (1995) [الطبعة الأولى 1986]. Kerrigan، John (المحرر). The Sonnets ; and, A Lover's Complaint [سونيتات شيكسبير؛ و، شكوى عاشق]. New Penguin Shakespeare (ط. منقحة). دار بنجوين للنشر. ISBN:0-14-070732-8. OCLC:15018446.
- شكسبير، وليم (2006). Mowat، Barbara A.؛ Werstine، Paul (المحررون). Shakespeare's Sonnets & Poems [سونيتات وقصائد شيكسبير]. مكتبة فولجر الشكسبيرية. نيويورك: Washington Square Press. ISBN:978-0743273282. OCLC:64594469.
- شكسبير، وليم (2001). Orgel، Stephen (المحرر). The Sonnets [سونيتات شيكسبير]. The Pelican Shakespeare (ط. منقحة). نيويورك: دار بنجوين للنشر. ISBN:978-0140714531. OCLC:46683809.
- شكسبير، وليم (1997). Vendler، Helen (المحرر). The Art of Shakespeare's Sonnets [فن سونيتات شيكسبير]. كامبريدج، ماساتشوستس: دار نشر جامعة هارفارد. ISBN:0-674-63712-7. OCLC:36806589.